# 三井氏
三井氏（みついし）は日本の武家、商家。古くからの使われた氏であるため、系譜が複数ある。

## 概要
三井氏（みついし）は日本の武家、商家。古くからの使われた氏であるため、系譜が複数ある。六角氏流の三井氏と、武田氏の三井氏が有名である。

### 六角氏の三井氏
三井氏の系譜は古くは平安時代の関白太政大臣・藤原道長の六男・藤原長家の5代目といわれる藤原信生（右馬之助）が近江に地方官として赴任、土着し、武士となり三井姓を名乗ったのが最初と伝えられる。
信生から12代目の三井乗定（出羽守）は男子に恵まれなかったため、宇多源氏一族の六角氏から養子を迎え、その養子が三井高久（備中守）と名乗った。通字は「高」。

### 武田氏の三井氏
小山蘭之助が足利義尚に仕えた後、甲斐国辺見へ入り、武田氏に仕えた。武川衆。
この一族には、天正壬午の乱の時に河尻秀隆を打ち取った、三井弥一郎がいる。

### 美濃土岐氏の三井氏
美濃土岐氏に三井山城（三井城）があり、ここの城主が三井氏を名乗ったが、天文17年(1548年)、織田信秀に滅ぼされた。

### 秀郷流の三井氏
信濃国に藤原北家秀郷流の三井氏がある。